# 天安シティFC
天安シティFC（チョナンシティFC、韓国語: 천안 시티 FC、英語: Cheonan City Football Club）は、大韓民国の忠清南道天安市をホームとするサッカークラブである。

## 概要
2006年3月の天安サッカーセンター起工式にて、将来のKリーグ参入も見据えたサッカークラブ設立構想が発表され、22ヶ月後の2008年1月9日に天安市庁サッカー団（天安市庁FC）として設立。同年から当時3部のナショナルリーグに参戦した。
ホームスタジアムは2010年まで天安総合運動場を使用した後、2011年から2019年まで天安サッカーセンターを使用していたが、2020年から再び天安総合運動場に戻した。
リーグ再編が行われて3部リーグがK3リーグとなった2020年には天安市サッカー団（天安市FC）に改名した。
2022年6月、天安市サッカー団はKリーグ加入申込書を提出。書類審査や競技場の実態調査などを経て、同年8月30日に行われた韓国プロサッカー連盟の理事会にて会員加入が承認された。一方、2022年シーズンのK3リーグでは成績不振に陥って8月4日に金泰映監督の解任に追い込まれており、最終的に10位でシーズンを終えた。ただし、Kリーグ入会要件にK3リーグの成績は含まれておらず、2023年シーズンから天安シティFCとしてKリーグ2への参入が決まった。
2023年は徳島ヴォルティス、ファジアーノ岡山、いわてグルージャ盛岡などでプレーした金宗旻やインテルやレッドスター・ベオグラードに在籍していたアクセル・バカヨコと契約し、ホアンアイン・ザライFCからベトナム人若手選手2名を期限付き移籍で加入させた。さらに37歳となっていたベテランの金昌洙を選手兼コーチとして加入させたほか、金鉉洙をシニアコーチとして招聘した。ところが開幕から未勝利が続き、19節消化時点で勝ち点わずか4を獲得するに留まったことから、半年間無所属であったが浦項スティーラース、全北現代モータース、蔚山現代FCでタイトルを獲得してきた経験を有する37歳のベテラン辛炯珉と契約。7月23日にホームの天安総合運動場で行われた第21節城南FC戦でようやくKリーグ2初勝利を収めた。

## 歴代監督
- 金泰映 2020-2022
- 朴南烈（朝鮮語版） 2023-

## 歴代所属選手
- 趙佑鎮 2014
- 李珉洙 2021-
- 金大生（朝鮮語版） 2022-
- 金昌洙 2023-
- 金宗旻 2023-
- 金旻準 2023-
- 申原浩 2023-
- アクセル・バカヨコ 2023
- 辛炯珉 2023-

## アカデミー
2023年にKリーグに参入した天安シティFCはKリーグクラブの規定に従い、2024年までに年齢別に4つのチーム（U-10、U-12、U-15、U-18）を創設し運営する必要があった。U-18チームについては天安工業高等学校との間で2022年12月7日に協約式が行われて天安シティU-18チームが創設された。なお、U-18チームのGKコーチとして伝説的なGKの申宜孫（ヴァレリー・サリチェフ）が指導にあたっている。
一方、U-15チームについては縁故地域内の中学校を指定してサッカー部の設立を想定していたものの、受け入れる中学校がなかったためにこの構想はご破産になり、クラブチームとして創設することになった。2023年12月1日、ソウルイーランドFC U-12監督を務めた金真煥を天安シティU-15チーム監督に迎えることを発表。